# Ugly Kid Joe
Ugly Kid Joe je americká rocková skupina, která vznikla v roce 1987 v Isla Vista v Kalifornii.

## Členové

### Současní členové
- Whitfield Crane – hlavní vokály (1987–1997, 2010–současnost)
- Klaus Eichstadt – kytara, doprovodné vokály (1987–1997, 2010–současnost)
- Cordell Crockett – baskytara, doprovodné vokály (1991–1997, 2010–současnost)
- Dave Fortman – kytara, doprovodné vokály (1992–1997, 2010–současnost)
- Zac Morris – Bicí, perkuse (2012–současnost)

## Bývalí členové
- Shannon Larkin – bicí, perkuse (1994–1997, 2010–2021)
- Mark Davis – bicí, perkuse (1987–1993)
- Phil Hilgaertner – baskytara, doprovodné vokály (1987–1991)
- Jonathan Spauldin - bicí (1987–1990)
- Eric Phillips - sólová kytara (1987–1990)
- Roger Lahr – kytara, doprovodné vokály (1991–1992)
- Bob Fernandez – bicí, perkuse (1994)

## Diskografie

### Studiová alba
| 1992                                          | America's Least Wanted - Vydáno: září 1992 - Vydavatelství: Mercury Records                 | 27  | 7  | 4  | 8 | 13 | 21 | 16 | 11  |
| 1995                                          | Menace to Sobriety - Vydáno: červen 1995 - Vydavatelství: Mercury Records                   | 178 | 19 | 24 | — | —  | —  | 22 | 25  |
| 1996                                          | Motel California - Vydáno: October 22. října 1996 - Vydavatelství: Evilution/Castle Records | —   | —  | —  | — | —  | —  | —  | 128 |
| „—“ značí, že se album v hitparádě neumístilo |                                                                                             |     |    |    |   |    |    |    |     |

### EPs
| Rok  | Detaily                                                                        | Umístění v hitparádách | Umístění v hitparádách | Umístění v hitparádách | Umístění v hitparádách | Umístění v hitparádách | Umístění v hitparádách |
| Rok  | Detaily                                                                        | US                     | AUT                    | NOR                    | NZ                     | SWI                    | UK                     |
| ---- | ------------------------------------------------------------------------------ | ---------------------- | ---------------------- | ---------------------- | ---------------------- | ---------------------- | ---------------------- |
| 1991 | As Ugly as They Wanna Be - Vydáno: říjen 1991 - Vydavatelství: Mercury Records | 4                      | 15                     | 13                     | 12                     | 20                     | 9                      |
| 2012 | Stairway to Hell - Vydáno: 5. června 2012 - Vydavatelství: UKJ                 | —                      | —                      | —                      | —                      | —                      | —                      |

### Kompilační alba
| Rok  | Detaily                                                                                |
| ---- | -------------------------------------------------------------------------------------- |
| 1998 | The Very Best of Ugly Kid Joe - Vydáno: 4. srpna 1998 - Vydavatelství: Mercury Records |
| 2002 | The Collection - Vydáno: 14. května 2002 - Vydavatelství: Spectrum Music               |

### Singly
| 1992                                        | „Everything About You“ | 9 | 6  | —  | 4  | 25 | 5 | — | 15 | 3  | America's Least Wanted |
| 1992                                        | „Madman“               | — | —  | —  | —  | —  | — | — | —  | —  | America's Least Wanted |
| 1992                                        | „Neighbor“             | — | 29 | —  | 28 | —  | — | — | —  | 28 | America's Least Wanted |
| 1992                                        | „So Damn Cool“         | — | —  | —  | —  | —  | — | — | —  | 44 | America's Least Wanted |
| 1993                                        | „Cat's in the Cradle“  | 6 | 3  | 11 | 1  | 28 | 2 | 4 | 4  | 7  | America's Least Wanted |
| 1993                                        | „Busy Bee“             | — | 22 | —  | 39 | —  | — | — | —  | 39 | America's Least Wanted |
| 1994                                        | „Goddamn Devil“        | — | —  | —  | —  | —  | — | — | —  | —  | America's Least Wanted |
| 1994                                        | „N.I.B.“               | — | —  | —  | —  | —  | — | — | —  | —  | Nativity in Black      |
| 1995                                        | „Tomorrow's World“     | — | —  | —  | —  | —  | — | — | —  | —  | Menace to Sobriety     |
| 1995                                        | „Milkman's Son“        | — | —  | —  | 40 | —  | — | — | —  | 39 | Menace to Sobriety     |
| 1995                                        | „Cloudy Skies“         | — | —  | —  | —  | —  | — | — | —  | —  | Menace to Sobriety     |
| 1996                                        | „It's a Lie“           | — | —  | —  | —  | —  | — | — | —  | —  | Motel California       |
| 1996                                        | „Sandwich“             | — | —  | —  | —  | —  | — | — | —  | —  | Motel California       |
| 2012                                        | „Devil's Paradise“     | — | —  | —  | —  | —  | — | — | —  | —  | Stairway to Hell       |
| „—“ značí že se singl v hitparádě neumístil |                        |   |    |    |    |    |   |   |    |    |                        |

### Hudební videa
| Rok  | Skladba                | Album                    |
| ---- | ---------------------- | ------------------------ |
| 1992 | „Everything About You“ | As Ugly As They Wanna Be |
| 1992 | „Madman“               | As Ugly As They Wanna Be |
| 1992 | „Neighbor“             | America's Least Wanted   |
| 1992 | „So Damn Cool“         | America's Least Wanted   |
| 1993 | „Cat's in the Cradle“  | America's Least Wanted   |
| 1993 | „Busy Bee“             | America's Least Wanted   |
| 1995 | „Tomorrow's World“     | Menace to Sobriety       |
| 1995 | „Milkman's Son“        | Menace to Sobriety       |
| 1995 | „Cloudy Skies“         | Menace to Sobriety       |
| 1996 | „Sandwich“             | Motel California         |
| 1996 | „Bicycle wheels“       | Motel California         |
| 2012 | „Devil's Paradise“     | Stairway to Hell         |
| 2012 | „I'm Alright“          | Stairway to Hell         |